# Empire State Games
Gli Empire State Games sono una manifestazione multisportiva organizzata ogni anno nello Stato di New York, parte degli State Games of America.
Ne fanno parte un'edizione estiva, che si tiene generalmente a fine luglio, una invernale in febbraio, una per atleti disabili ed una master per atleti over 50.

## Sport estivi
Eventi open e scolastici:
- Tiro con l'arco
- Pallacanestro
- Tuffi
- Scherma

- Ginnastica
- Canottaggio
- Tiro a segno
- Calcio

- Nuoto
- Atletica leggera
- Pallavolo
- Lotta libera

Solo open:
- Pugilato
- Bowling
- Ciclismo

- Canoa
- Kayak
- Vela

- Judo
- Softball
- Sollevamento pesi
- Nuoto sincronizzato

Solo scolastici:
- Baseball
- Hockey su prato

- Hockey su ghiaccio
- Lacrosse

- Tennis

## Sport invernali
- Sci alpino
- Snowboard
- Sci di fondo
- Snowboardcross
- Biathlon

- Bob
- Ski cross
- Pattinaggio di figura
- Hockey su ghiaccio (solo femminile)
- Slittino

- Short track
- Skeleton
- Salto con gli sci
- Orientamento
- Pattinaggio di velocità